# الیزابت تریسه‌نار
الیزابت تریسه‌نار (آلمانی: Elisabeth Trissenaar؛ ‏ ۱۳ آوریل ۱۹۴۴ – ۱۴ ژانویهٔ ۲۰۲۴) بازیگر اهل اتریش بود. وی بین سال‌های ۱۹۶۴ تا ۲۰۱۰ میلادی فعالیت می‌کرد.
از فیلم‌ها یا برنامه‌های تلویزیونی که وی در آن نقش داشته‌است، می‌توان به پیامد تلخ، عشقی در آلمان، ازدواج ماریا براون و شارلوت اشاره کرد.